# 阿齐科德索乌特
阿齐科德索乌特（Azhikode South），是印度喀拉拉邦Kannur县的一个城镇。总人口23948（2001年）。

## 人口
该地2001年总人口23948人，其中男性11267人，女性12681人；0—6岁人口2573人，其中男1328人，女1245人；识字率85.76%，其中男性为86.59%，女性为85.02%。